# Here We Go
Here we go – debiutancki album amerykańsko-niemieckiej grupy US5, produkcji Triple M Music wydany w 2005 roku. 
Na płycie znajduje się 13 utworów, w tym tytułowa piosenka „Here We Go” i singel „Maria”.
Nagrania w Polsce uzyskały status złotej płyty.

## Na płycie znajdują się utwory
1. „Last to Know”
2. „Just Because of You”
3. „Here We Go”
4. „Jesus”
5. „Senorita”
6. „Maria”
7. „I Can't Sleep”
8. „Spell on Me”
9. „Your Love”
10. „The Day You Cried”
11. „Let It Go”
12. „Say La, La, La”
13. „One of Us”

## Here We Go New Edition
Na płycie znajdują się wszystkie utwory z płyty Here We Go oraz pięć bonusowych utworów.
1. „Come Back To Me Baby”
2. „Best Friend” (Richie)
3. „Mama”
4. „The Day You Cried” (Remix)
5. „Come Back To Me Baby” (live)